# Enver Pasja

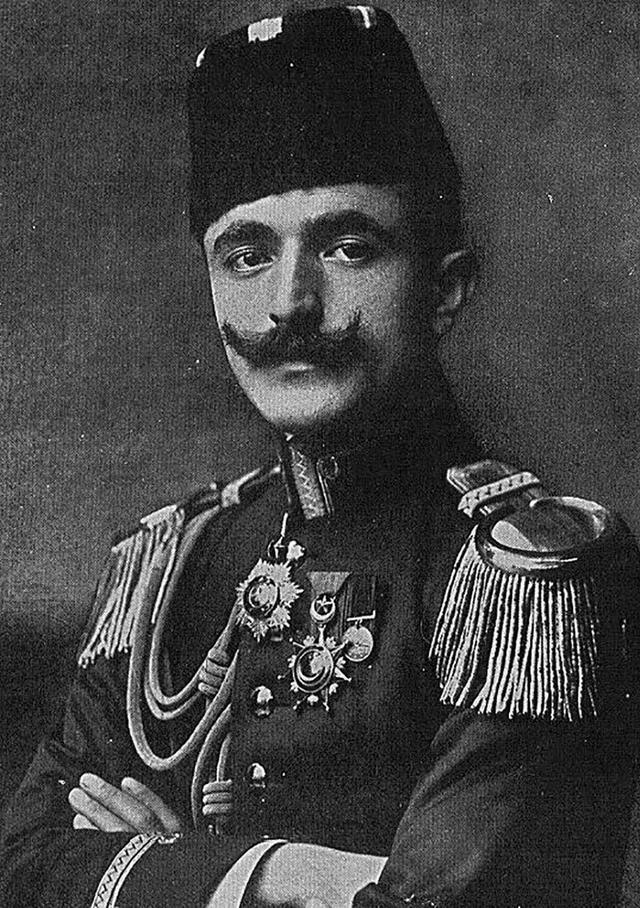
Enver Pasja

Ismail Enver Pasja (Istanbul, 22 november 1881 – Doesjanbe, 4 augustus 1922) was een Ottomaanse militaire officier en een leider van de Jonge Turken-revolutie van 1908. Hij werd de belangrijkste leider van het Ottomaanse Rijk in zowel de Balkanoorlogen (1912–13) als in de Eerste Wereldoorlog (1914–18). In de loop van zijn carrière stond hij bekend onder steeds hogere titels toen hij door militaire rangen steeg, waaronder Enver Efendi (انور افندي), Enver Bey (انور بك) en ten slotte Enver Pasja, waarbij 'pasja' de eretitel was die Ottomaanse militaire officieren behaalden op promotie naar de rang van Mirliva (generaal-majoor).
Enver Pasja was een van de hoofdopdrachtgevers van de Armeense genocide en daarmee verantwoordelijk voor de dood van 800.000 tot 1,8 miljoen Armenen, Arameeërs, Grieken en andere christelijke minderheden.

## Levensloop

### Vroege jaren

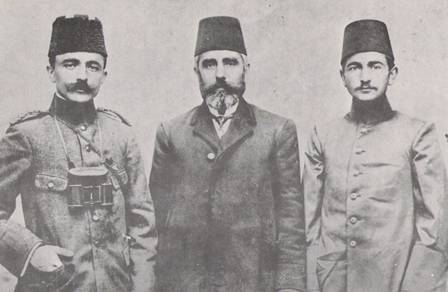
Enver met zijn vader Ahmet en zijn jongere broer Nuri

Enver werd geboren in Istanbul op 22 november 1881. Zijn volledige naam is Ismail Enver. Dit was alleen zijn voornaam, want in die tijd maakten Turken nog geen gebruik van achternamen. Men ging pas van achternamen gebruik maken na de invoering van de achternamenwet in 1934, wat Enver niet meer mee zou maken, omdat hij toen al lang overleden was.
Envers vader heette Ahmet (1860-1947), die ofwel een brugwachter in Monastir (Bitola) was of een openbare aanklager in een kleine Albanese stad in de Balkan. Vanuit vaders kant stamt Enver af van de Gagaoezen. Zijn moeder Ayşe Dilara was volgens een bron een Albanese en volgens een andere bron een Krim-Tataar. Enver had twee jongere broers, Nuri en Mehmet Kamil, en twee jongere zussen, Hasene en Mediha. Hij had een oom genaamd Halil, die een jaar jonger was dan hij. Luitenant-kolonel Ömer Nâzım werd later de echtgenoot van zijn zuster Hasene.
Hoewel geboren in Istanbul, zou Enver zijn jeugd in verschillende steden van de Balkan doorbrengen. Vanwege zijn vaders werk verhuisde zijn familie steeds. Hij studeerde voor verschillende graden aan militaire scholen in het rijk. Tijdens zijn studie werden hij en zijn oom Halil gearresteerd door de autoriteiten wegens verdachte antimonarchistische activiteiten. Ze werden berecht door de Yıldız rechtbanken en al gauw weer vrijgelaten. In 1903 studeerde Enver uiteindelijk cum laude af aan de Ottomaanse Militaire Academie (Harp Akademisi) in de rang van luitenant. In 1906 werd Enver bevorderd tot generaal-majoor. Als militair werd Enver gestuurd naar het Derde Leger, dat gestationeerd was in Saloniki (Thessaloniki). Daar bestreed hij de etnische separatisten op het platteland van de Macedonische Vilajets (zie Macedonische kwestie). Deze ervaringen brachten hem ertoe te geloven dat zowel de christelijke Ottomaanse onderdanen als de grote Europese machten het land wilden opdelen, waardoor bij Enver het Turks-nationalisme begon te groeien.

### Jonge Turken
Met de hulp van zijn oom Halil werd Enver lid van de pas opgerichte Ottomaanse Vrijheidsmaatschappij (Osmanlı Hürriyet Cemiyeti), die door Talaat was opgericht. Deze beweging fuseerde later met de beweging van Ahmet Rıza, die toen samen het Comité voor Eenheid en Vooruitgang (İttihat ve Terakki Cemiyeti) vormden. Deze beweging werd bekend onder de bijnaam de Jonge Turken. Enver werd in 1906 lid van de Jonge Turken. Enver stichtte de afdeling van de Jonge Turken in de stad Monastir en werkte nauw samen met de Ottomaanse officier Kâzım Karabekir. De Jonge Turken waren toen nog een ondergrondse beweging. Ze verzetten zich tegen de Ottomaanse sultan Abdülhamit II en wilden de Ottomaanse regering omvormen tot een constitutionele monarchie.

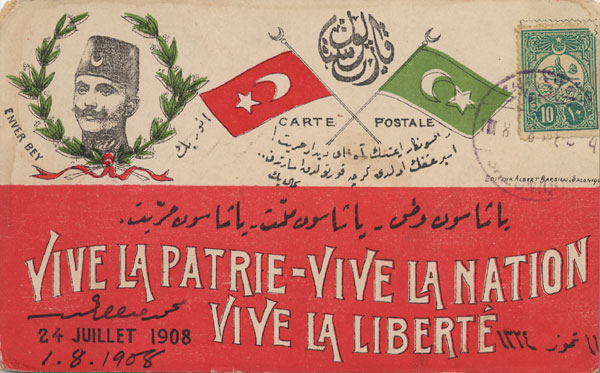
Ansichtkaart uit 1908 ter herdenking van de Jonge Turkse Revolutie met een afbeelding van Enver Pasja

In 1908 pleegden de Jonge Turken een staatsgreep, waar Enver ook aan meedeed. Na de machtsgreep van de Jonge Turken werd de grondwet van 1876 in ere hersteld. De Jonge Turken hielden Abdülhamit II aan als sultan, maar ontdeden hem van zijn macht. Na de revolutie klom Enver op in de rangen van het Ottomaanse leger. Een jaar later in april 1909 vond er een contrarevolutie plaats door sympathisanten van Abdülhamit II. Ze wilden de macht van Abdülhamit II herstellen. Enver vocht samen met andere Jonge Turken hiertegen. Het lukte de Jonge Turken om de contrarevolutie tegen te houden. Abdülhamit II werd door de Jonge Turken verbannen naar Saloniki en vervangen vervangen door sultan Mehmet V Reşat.
In de jaren 1909-1911 diende hij als militair attaché in Berlijn, waar hij vloeiend Duits leerde spreken. Hij bevriende zich met officier Hans Humann, die de zoon was van ingenieur Carl Humann en zijn jeugd in de stad İzmir had doorgebracht. Enver maakte ook kennis met zijn zuster Maria Sarre, die getrouwd was met archeoloog en kunsthistoricus Friedrich Sarre. Hans Humann beschikte over een invloedrijke vriendenkring. Door hem kwam Enver in contact met verschillende hooggeplaatste Duitse staatsfunctionarissen en de Duitse keizer Wilhelm II. Het was in deze tijd dat Enver de cultuur van Duitsland en de macht van het Duitse leger ging bewonderen. Hij nodigde Duitse officieren uit om het Ottomaanse leger te hervormen. Deze contacten van Enver met de Duitsers zouden later van nut zijn bij het vormen van een alliantieverdrag met Duitsland, waar bij de totstandkoming ervan ook zijn vriend Hans Humann een belangrijke rol zou spelen.
Toen op 29 september 1911 de Italiaans-Turkse Oorlog uitbrak, vertrok hij naar Libië om tegen het Italiaanse leger te vechten. In Libië had hij het commando over de Ottomaanse legerdivisies. Hij en Mustafa Kemal (de latere Atatürk) wisten met de hulp van lokale Libische stammen onverwacht veel weerstand te organiseren tegen het Italiaanse leger. Hoewel ze in Libië met elkaar samenwerkten, hadden Enver en Mustafa Kemal voortdurend meningsverschillen met elkaar en zouden ze later uitgroeien tot ware rivalen van elkaar. Enver werd in Libië benoemd tot gouverneur van Benghazi.
Terwijl de oorlog in Libië aan de gang was, brak in oktober 1912 de Balkanoorlog uit. Het Ottomaanse rijk werd hierdoor genoodzaakt om vrede te sluiten met Italië (Vrede van Ouchy) en zijn troepen uit Libië terug te trekken om deze in te zetten in de Balkanoorlog. Enver nam ook deel aan deze oorlog en hij heroverde de stad Edirne op de Bulgaren. Het Ottomaanse rijk verloor uiteindelijk de Balkanoorlog en daarmee een groot deel van zijn grondgebied in de Balkan. Het verlies van de Balkan bracht ook een grote vluchtelingenstroom voort van islamitische onderdanen (Muhacir) uit de Balkan naar het Ottomaanse rijk, die probeerden te ontsnappen aan de voortdurende vervolging door de nieuwe machthebbers.
Naar aanleiding van het slechte verloop van de Balkanoorlog pleegde hij met een groep gelijkgezinde Jonge Turken op 23 januari 1913 een tweede staatsgreep waardoor het constitutionele bewind moest wijken voor een feitelijke dictatuur van het driemanschap Enver Pasja, Talaat Pasja en Djemal Pasja. Hij werd in de regering-Talaat minister van Oorlog en opperbevelhebber van het leger. Het was in deze tijd dat hij pas de titel Pasja kreeg. Hiervoor was hij bekend als Enver bey. Op 2 augustus 1914 sloot hij in het geheim een alliantieverdrag met Duitsland om het Ottomaanse rijk veilig te stellen bij een eventuele Russische aanval.

### Eerste Wereldoorlog
Toen de Eerste Wereldoorlog uitbrak, koos het Ottomaanse rijk de kant van Duitsland en kwam hiermee in oorlog met Rusland, Engeland en Frankrijk. Op 29 oktober 1914 liet Enver Pasja Duitse oorlogschepen, die onder Ottomaanse vlag voeren, Russische havens in de Zwarte Zee bombarderen, waarmee het Ottomaanse rijk in de oorlog belandde. Vanwege de overeengekomen alliantie met Duitsland kwamen verschillende Ottomaanse legereenheden onder leiding te staan van Duitse commandanten.

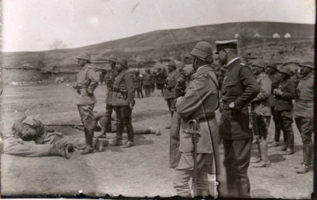
Enver Pasja en de Duits militaire adviseur Otto von Feldmann inspecteren het leger tijdens de Slag bij Sarıkamış tegen de Russen, eind 1914

In oktober 1914 begon Enver de Kaukasusveldtocht om een oude rekening te vereffenen met Rusland. Namelijk de herovering van de gebieden in Oost-Anatolië, die het Ottomaanse rijk eerder kwijt was geraakt als gevolg van de Russisch-Turkse Oorlog van 1877 tot 1878. Tegen de adviezen van zijn Duitse bondgenoten in opende Enver Pasja binnen een maand na de oorlogsverklaring de aanval op dit gebied. Hij nam zelf het commando over het 3e Leger en gaf het bevel om de Russische troepen aan te vallen. Enver Pasja had een groot leger (schattingen lopen uiteen van 100.000 tot 190.000 man), maar het was slecht uitgerust en al helemaal niet voor de winterse omstandigheden, die Envers leger daarop spoedig zou moeten doorstaan. De Russen verschansten zich bij Sarikamis om het te verdedigen. De Slag bij Sarıkamış werd daarop gevoerd tussen 29 december 1914 en 4 januari 1915, waarbij de Turken een grote nederlaag leden. Het Turkse leger trok zich helemaal terug naar zijn startposities en verloor tussen de 60.000 en 175.000 man troepen. De verliezen aan de Ottomaanse zijde waren rampzalig. Door een strategische misrekening van Enver Pasja kwam een deel van zijn soldaten om door doodbevriezing in de winterse kou bij het Allahuekber-gebergte. Enver Pasja trad daarop af als commandant en keerde terug naar Istanbul. Hij liet het commando van het Turkse leger over aan Hafiz Hakki Pasja, die de strijd tegen de Russen voortzette.
In Istanbul hield Enver Pasja een publieke toespraak, waarin hij de schuld van zijn nederlaag gaf aan de Armeniërs. Armeniërs zouden volgens hem samenwerken met de Russen. Hij gaf daarop als Minister van Oorlog opdracht om alle Armeense soldaten binnen het Ottomaanse leger te ontwapenen, te demobiliseren en om ze naar werkkampen te sturen, waar ze vervolgens bijna allemaal stierven. Dit was een belangrijke stap op de weg naar de Armeense genocide. Eind april brak in de stad Van een Armeense opstand uit. De Ottomaanse regering verdacht de leden van de Armeense elite in Constantinopel ervan achter de opstand in Van te zitten. Daarom liet de Ottomaanse regering ze op 24 april 1915 arresteren om ze daarna te deporteren. Een maand later op 27 mei 1915 nam de Ottomaanse regering een wet aan (Tehcir Kanunu) om de Armeense bevolking in het Oosten van het land te deporteren naar de Syrische provincie van het Ottomaanse rijk. Deze wet trad in werking op 1 juni 1915, waarna de deportaties van Armeniërs begonnen, die zouden leiden tot de Armeense genocide, waarbij vele Armeniërs omkwamen tijdens de tocht.
Tijdens de oorlog waren de Russen aan de winnende hand. In het noordoosten bleven de Russen steeds meer grondgebied veroveren op de Ottomanen. Ze kwamen tot aan steden als Erzurum en Van. Toen echter op 8 maart 1917 de Russische Revolutie uitbrak in Rusland, waren de Russen genoodzaakt zich terug te trekken uit de Eerste Wereldoorlog. Na de Russische Revolutie kwamen de communisten onder leiding van Lenin aan de macht in Rusland en zij sloten de Vrede van Brest-Litovsk met het Ottomaanse rijk en andere Centrale mogendheden. Dit bood een mogelijkheid voor Enver om de verloren gebieden terug te veroveren, die nu onder bewaking stonden van de Armeniërs, die eerder met de Russen hadden meegevochten. In 1918 zette hij het panturkistische Leger van de Islam op en hij stelde zijn broer Nuri Pasja en oom Halil Pasja aan als commandanten over dit leger. Terwijl Enver Pasja zelf in Istanbul bleef, marcheerde Het Leger van de Islam zonder veel tegenstand door de pas opgerichte Republiek Armenië en verder Transkaukasië in, waarmee het eerder gesloten vredesverdrag met de Russen en het Verdrag van Batoemi met de Transkaukasische naties werd geschonden.

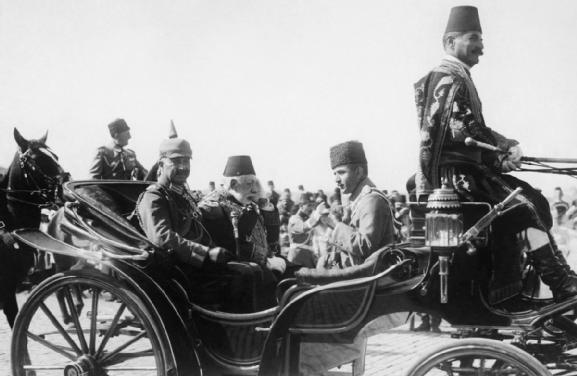
Bezoek van de Duitse keizer aan het Ottomaanse rijk, 15 oktober 1917, Istanbul. Van links naar rechts: keizer Wilhelm II, sultan Mehmet V Reşat, Enver Pasja

In de herfst van 1918 werd het duidelijk dat het Ottomaanse rijk de Eerste Wereldoorlog ging verliezen, waardoor de positie van de regering van Talaat Pasja onhoudbaar werd. De sultan ontsloeg Enver Pasja op 4 oktober 1918 uit zijn functie als minister van Oorlog, terwijl de rest van de regering van Talaat Pasja op 14 oktober 1918 aftrad. Toen op 30 oktober 1918 het verdrag van Mudros werd ondertekend, werd hiermee de Ottomaanse capitulatie bevestigd. Twee dagen later op 1 november 1918 vluchtte Enver Pasja samen met Talaat Pasja, Djemal Pasja en Bahaddin Şakir naar Duitsland aan boord van een Duitse onderzeeboot. Enver en zijn metgezellen weigerden zich over te geven aan de geallieerden, die van plan waren Istanbul te bezetten. Met de Duitse onderzeeboot staken ze de Zwarte Zee over en kwamen ze aan in de havenstad Odessa. Van daaruit reisden ze over land verder naar de stad Berlijn. Het vertrek van de Jonge Turkse leiders betekende het einde van de Jonge Turken. Tijdens het laatste partijcongres, dat op 1-5 november 1918 werd gehouden, besloten de overgebleven partijleden hun partij het Comité voor Eenheid en Vooruitgang af te schaffen, die vanwege de nederlaag van het rijk zwaar bekritiseerd werd door het publiek. De nieuwe Ottomaanse regering werd gevormd door de pro-Britse Vrijheid en Akkoordpartij (Hürriyet ve İtilâf Fırkası).
Op 13 november 1918 vond de geallieerde bezetting van Istanbul plaats, toen geallieerde troepen Istanbul binnentrokken. In Istanbul arresteerden de Britten veel Jonge Turken en gaven de toenmalige Ottomaanse regering de opdracht een Ottomaanse militaire rechtbank te vormen om de Jonge Turken te berechten voor hun begane misdaden in de Eerste Wereldoorlog. Deze rechtbank was actief in de jaren 1919-1920. De rechtbank berechtte Enver voor misdaden van "het land in oorlog storten zonder een legitieme reden, gedwongen deportaties van Armeniërs en het land verlaten zonder toestemming". Hij werd bij verstek veroordeeld tot de doodstraf samen met Talaat en Djemal. Zowel Enver als Talaat en Djemal waren al in het buitenland tijdens de berechting. In 1920 werden de berechtingen ongeldig verklaard door de Engelsen, omdat ze niet voldeden aan internationale rechtsnormen. De Engelsen stelden toen zelf een oorlogstribunaal in op het eiland Malta, dat destijds een Britse kolonie was. De Malta-tribunalen werden echter geen succes, waarna de gedetineerde Jonge Turken werden vrijgelaten.

### Ballingschap
Tijdens zijn ballingschap in Duitsland probeerde Enver Pasja politiek actief te blijven. Zo werkte hij samen met Duitse communisten zoals Karl Radek. In april 1919 vertrok Enver naar Moskou om als geheime gezant te dienen voor zijn vriend generaal Hans von Seeckt die graag een Duits-Sovjet-alliantie wenste. In augustus 1920 stuurde Enver Seeckt een brief waarin hij namens de Sovjet-Unie de verdeling van Polen aanbood in ruil voor Duitse wapenleveringen aan Sovjet-Rusland. Naast het werken voor generaal von Seeckt, stelde Enver samenwerking voor tussen de nieuwe Sovjet-Russische regering tegen de Britten. Voor dit plan ging hij naar Moskou, waar hij goed ontvangen werd. Hij legde daar contacten met vertegenwoordigers uit Centraal-Azië en andere verbannen CUP-leden. Hij ontmoette ook verschillende bolsjewistische leiders, waaronder Vladimir Lenin. Hij probeerde de Turkse nationale beweging te steunen en correspondeerde met Mustafa Kemal, waarin hij Mustafa Kemal de garantie gaf dat hij niet van plan was in te grijpen in de verzetsbeweging in Anatolië.
In jaren 1920-1922 was de Armeense operatie Nemesis actief. Deze operatie had als doel om de naar het buitenland gevluchte hoofddaders van de Armeense genocide op te sporen en te vermoorden. Operatie Nemesis was in het geheim georganiseerd door de Armeense Dasjnak-partij in samenwerking met de Britse geheime dienst. De Dasjnak-leden slaagden erin om Talaat Pasja, Djemal Pasja, Said Halim Pasja en Bahaddin Şakir te vermoorden. In Duitsland hadden de Dasjnak-leden het ook gemunt op Enver, maar omdat hij naar Rusland vertrok en niet te lang op dezelfde plaats verbleef, wist hij uit hun handen te blijven.
Tussen 1 en 8 september 1920 was Enver in de stad Bakoe om het door de Sovjets georganiseerde multinationale Congres van de Volkeren van het Oosten bij te wonen. Het doel van dit congres was om een massale pro-bolsjewistische beweging onder moslims te creëren. Tijdens het congres hield Enver een toespraak, waarin hij beweerde Libië, Tunesië, Algerije en Marokko te vertegenwoordigen. Enver zorgde voor een sensationeel optreden tijdens zijn toespraak, waarop de aanwezigen in de zaal hun kromsabels en yatagans omhoog zwaaiden terwijl ze luid riepen: 'Dood aan het imperialisme'. Dit was een persoonlijke triomf voor Enver, maar het congres faalde uiteindelijk in zijn doel.
Toen de Turkse Onafhankelijkheidsoorlog in volle gang was, wilde Enver terugkeren naar Anatolië om mee te doen aan de onafhankelijkheidsoorlog. Op 30 juli 1921 ging hij voor dit doel naar de Georgische stad Batoemi, die dicht bij de Turkse grens lag. Van daar wilde hij de grens overgaan, waar hij in het binnenland verwachtte dat de mensen naar hem zouden toestromen gezien zijn reputatie. Aan het hoofd van de Turkse verzetsstrijders stond toen Mustafa Kemal Pasja, die tot deze functie gekozen was door de pas opgerichte Turkse Nationale Assemblee in Ankara. Mustafa Kemal wilde Enver echter niet bij de Turkse verzetsstrijders hebben en weigerde hem toegang. De reden van deze weigering was de onderlinge rivaliteit tussen Mustafa Kemal en Enver. Enver bleef nog wekenlang in Batoemi vertoeven in de hoop dat de kansen voor hem zouden keren. Temeer hoopte Enver, dat Mustafa Kemal bij de Slag om Sakarya een nederlaag zou lijden tegen het Griekse leger, zodat Mustafa Kemal door de Turkse Nationale Assemblee van zijn functie zou worden ontheven. Dit zou dan voor Enver de weg vrijmaken om de leiding van de Turkse verzetsstrijders over te nemen, want een voldoende aantal leden van de Turkse Nationale Assemblee sympathiseerde met Enver. Echter, toen Mustafa Kemal tegen alle verwachtingen in de Slag om Sakarya won, gaf Enver zijn idee om terug te keren naar Anatolië op.

### Centraal-Azië
Uitgaande van zijn panturkistische idee besloot Enver zich in te zetten voor de onafhankelijkheidsstrijd van de Turkse volkeren in Centraal-Azië (Turkmenen, Oezbeken, Kirgiezen, Kazachen), die al sinds 1916 aan de gang was tegen de Rusland. Enver vertrok naar Moskou waar hij het vertrouwen van de Sovjetregering wist te winnen. In november 1921 werd hij door Lenin naar de stad Buchara in de Volksrepubliek Boechara gestuurd om de nationalistisch-islamitische Basmatsjiopstand tegen het lokale pro-Moskou-bolsjewistische regime te helpen onderdrukken. Echter, in plaats daarvan maakte hij echter geheime contacten met enkele van de leiders van de opstand en liep, samen met een klein aantal volgelingen, over naar de kant van de Basmatsji. Zijn doel was om de talrijke Basmatsji-groepen onder zijn eigen bevel te verenigen om de opstand tegen de Bolsjewieken te leiden.
Na een aantal succesvolle militaire operaties slaagde hij erin zich te vestigen als opperbevelhebber van de rebellen en veranderde hij hun ongeorganiseerde troepen in een klein maar goed getraind leger. Zijn commandostructuur was volgens Duitse linies opgebouwd en tot zijn staf behoorde een aantal ervaren Turkse officieren. Spoedig begon Enver zich emir van Turkestan te noemen, een gewoonte die niet bevorderlijk was voor een goede relatie met Alimkhan, de Oezbeekse emir van Boechara, wiens zaak Enver diende. Op een bepaald moment in de eerste helft van 1922 verbrak Alimkhan zijn betrekkingen met Enver, waardoor Enver troepen en broodnodige financiële steun verloor. Het lukte Amanoellah Khan, de emir van Afghanistan, ook niet om Enver te hulp te schieten. Afghanistan ondersteunde in die tijd de Basmatsjiopstand.
Op 40-jarige leeftijd sneuvelde Enver Pasja bij gevechten tegen het Russische leger. Op welke manier en waar hij precies om het leven kwam is onduidelijk. Volgens de Armenen zou hij zijn gedood met een pistoolschot door een Armeniër, die een Basjkiers sovjetregiment leidde in een verrassingsaanval. Sommige Armeense bronnen spreken daarbij van de Karabachse commandant Hakob Melkumian (Yakov Melkumov/Agop Melkumian/Jakob Melkoemjan). Volgens andere bronnen werd hij doodgeschoten terwijl hij een aanval leidde op een mitrailleurnest. Weer andere bronnen spreken dit tegen omdat Enver zoiets roekeloos nooit zou doen.
Envers lichaam werd begraven in de buurt van Ab-i-Derya in Tadzjikistan. In 1996 werden zijn beenderen opgegraven en vervoerd naar Turkije, waar ze werden herbegraven in Istanbul.

## Privéleven
Enver trouwde met de Ottomaanse prinses Naciye Sultan officieel op 15 mei 1911, tijdens de afwezigheid van Enver terwijl hij in Berlijn bleef. Drie jaar later, toen Enver teruggekeerd was uit Duitsland, vond de bruiloft plaats op 5 maart 1914 in Istanbul. Naciye Sultan was de dochter van Şehzade Selim Süleyman, die de zoon was van de vroegere sultan Abdülmecit. Het was een gearrangeerd huwelijk. Enver had Naciye Sultan nog niet eerder gezien. Het huwelijk was geregeld door grootvizier Hüseyin Hilmi Pasja, die met dit huwelijk een verbintenis wilde leggen tussen het Comité voor Eenheid en Vooruitgang en de familie van de Ottomaanse sultan. Met het huwelijk verkreeg Enver de officiële Ottomaanse titel van "Damat" (betekenis: bruidegom of schoonzoon) en werd daarna bekend onder de naam Damat Enver Pasja. Enver en zijn vrouw kregen drie kinderen: dochter Mahpeyker Hanımsultan, dochter Türkan Hanımsultan en zoon Sultanzade Ali Bey.

## Trivia

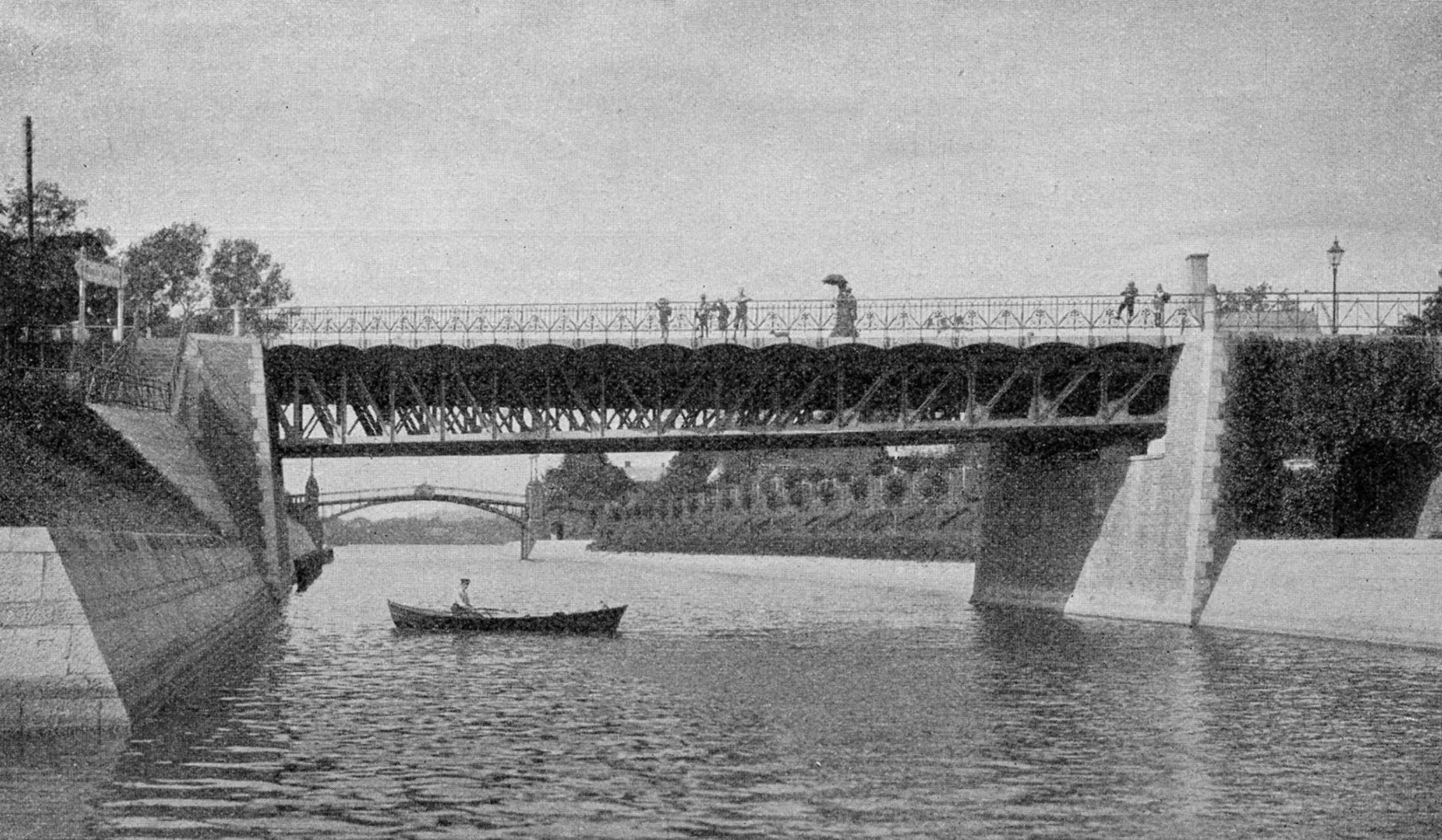
De Enver-Pasja-brug in Potsdam, 1906

- In 1915 werd in Duitsland in de plaats Potsdam een brug hernoemd naar Enver Pasja (oorspronkelijke naam: Babelsberger-Brücke of Schlossbrücke). Deze zogeheten Enver-Pascha-Brücke bevond zich in de wijk Babelsberg en stak het Teltow-kanaal over tussen Neubabelsberg en Klein Glienicke. Tijdens zijn tijd als militair attaché in Duitsland woonde Enver Pasja in Klein Glienicke, waar hij vaak gebruik maakte van de brug om zijn vrienden Hans Humann en zijn zuster Maria Sarre te bezoeken, die aan de overkant van het kanaal woonden. Tijdens zijn ballingschap verbleef Enver in de villa van Maria Sarre en haar echtgenoot. De brug was ongeveer 30 meter lang en 10 meter breed. Tijdens de Tweede Wereldoorlog werd de brug in 1945 opgeblazen door Duitse troepen.[13]
- Enver Pasja speelt een belangrijke rol in "Het gouden huis van Samarkand", een stripverhaal uit 1980 van striptekenaar Hugo Pratt.